# Papua-Nowa Gwinea na Mistrzostwach Świata w Lekkoatletyce 2022
Papua-Nowa Gwinea na Mistrzostwach Świata w Lekkoatletyce 2022 – reprezentacja Papui-Nowej Gwinei podczas mistrzostw świata w Eugene liczyła jednego zawodnika, który nie zdobył żadnego medalu.

## Skład reprezentacji

### Mężczyźni
| Zawodnik       | Konkurencja   | Eliminacje | Eliminacje | Półfinał | Półfinał | Finał | Finał   | Źródło |
| Zawodnik       | Konkurencja   | Wynik      | Pozycja    | Wynik    | Pozycja  | Wynik | Pozycja | Źródło |
| -------------- | ------------- | ---------- | ---------- | -------- | -------- | ----- | ------- | ------ |
| Terrence Talio | bieg na 200 m | DSQ        | DSQ        | NQ       | NQ       | NQ    | NQ      | [ 1 ]  |